# MUSICMATCH MP3 Jukebox
MUSICMATCH MP3 Jukebox（ミュージックマッチ・エムピースリー・ジュークボックス）は、アメリカのMusicmatch社が開発していた、MP3の生成・再生ソフトウェア。MP3ファイルへの高速変換や、多彩なプラグインによる拡張性が特徴。
通常版と、本格的なマスタリングを可能とするPRO版の2種類のエディションがあった。最終バージョンは10.0（日本語版は9.0で販売終了）。2004年にMusicmatch社がYahoo!に買収され、翌2005年にMUSICMATCH MP3 Jukeboxをベースとした無料のYahoo! Music Jukeboxがリリースされた。
日本での単体パッケージとしては、キヤノンシステムソリューションズが2005年12月まで日本語ローカライズ、販売を担当していた。また、AppleのWindows版iPodの同期用ソフトウェアとして製品に添付されていたMUSICMATCH Jukebox PlusはiPod向け機能を搭載したバリエーションである。なお、現在はアップル純正のiPod管理用ソフトのiTunesがWindowsプラットフォームにも対応したため、そちらが添付されるようになっている。MP3のエンコーダには、独Fraunhofer Institute製のものが採用されている。